# 2004-es magyar tekebajnokság
A 2004-es magyar tekebajnokság a hatvanhatodik magyar bajnokság volt. A bajnokságot május 1. és 2. között rendezték meg, a férfiakét Zalaegerszegen, a nőkét Herenden.

## Eredmények
| Versenyszám            | Arany                                    | Arany | Ezüst                                             | Ezüst | Bronz                                                      | Bronz |
| ---------------------- | ---------------------------------------- | ----- | ------------------------------------------------- | ----- | ---------------------------------------------------------- | ----- |
| Férfi napi egyéni      | Farkas Sándor BKV Előre                  | 608   | Fehér László Zalaegerszegi TK                     | 600   | Bódi Tibor Szegedi TE                                      | 577   |
| Férfi páros            | Mészáros József, Farkas Sándor BKV Előre | 1201  | Bódi Tibor, Karsai László Szegedi TE              | 1191  | Kakuk Levente, Fehér László Szolnoki MÁV, Zalaegerszegi TK | 1174  |
| Férfi összetett egyéni | Mészáros József BKV Előre                | 1198  | Farkas Sándor BKV Előre                           | 1188  | Bóta Ervin Szegedi TE                                      | 1181  |
| Női napi egyéni        | Bozó Melinda Ferencvárosi TC             | 570   | Bogoly Andrea BKV Előre                           | 560   | Maszlay Lajosné BKV Előre                                  | 550   |
| Női páros              | Maszlay Lajosné, Bogoly Andrea BKV Előre | 1119  | Csongrádi Gyöngyi, Bíró Zsuzsanna Ferencvárosi TC | 1118  | Szabó Mónika, Bozó Melinda Ferencvárosi TC                 | 1110  |
| Női összetett egyéni   | Bozó Melinda Ferencvárosi TC             | 1147  | Bogoly Andrea BKV Előre                           | 1119  | Csongrádi Gyöngyi Ferencvárosi TC                          | 1112  |